# كأس هولندا 1973–74
كأس هولندا 1973–74 (بالهولندية: KNVB beker 1973/74)‏ هو الموسم 56 من كأس هولندا. أشرف على تنظيمه الاتحاد الملكي الهولندي لكرة القدم، وكان عدد الأندية المشاركة فيه 46، وفاز فيه نادي آيندهوفن.